# جیووانا آنتونلی
جیووانا آنتونلی (پرتغالی: Giovanna Antonelli؛ زاده ۱۸ مارس ۱۹۷۶) یک هنرپیشه اهل برزیل است. وی از سال ۱۹۹۴ میلادی تاکنون مشغول فعالیت بوده‌است.